# Gruppo di tipo Lie
In matematica, un gruppo di tipo Lie è solitamente un gruppo finito strettamente correlato al gruppo dei punti razionali di un gruppo algebrico lineare riduttivo con valori in un campo finito. La frase "gruppo di tipo Lie" non ha una definizione precisa ampiamente accettata, tuttavia ha una definizione precisa la classe dei gruppi semplici finiti di tipo Lie. Questi ultimi hanno un ruolo chiave nella classificazione dei gruppi semplici finiti. Casi speciali includono i gruppi classici, i gruppi Chevalley, i gruppi di Steinberg, e i gruppi di Suzuki-Ree.

## Gruppi classici
Un approccio iniziale a questa questione fu la definizione e lo studio dettagliato dei cosiddetti gruppi classici sui campi finiti e non. Fu fatto molto lavoro, dal tempo di Leonard Eugene Dickson al libro di Jean Dieudonné. Per esempio Emil Artin studiò gli ordini di tali gruppi, ponendo particolare attenzione alla classificazione delle coincidenze.
I gruppi classici più importanti sono i gruppi lineari speciali, i gruppi ortogonali, i gruppi simplettici e i gruppi unitari. Vi sono inoltre altri gruppi classici meno importanti ottenuti come sottogruppi derivati o come quozienti rispetto al centro. Questi gruppi si costruiscono su un campo (finito o meno) nello stesso modo in cui sono costruiti sul campo dei numeri reali. Essi corrispondono alle successioni {\displaystyle A_{n}}, {\displaystyle B_{n}}, {\displaystyle C_{n}}, {\displaystyle D_{n},^{2}A_{n},^{2}D_{n}} dei gruppi di Chevalley e di Steinberg.

## Gruppi di Chevalley
La teoria dei cosiddetti gruppi di Chevalley fu chiarita da quella dei gruppi algebrici e dal lavoro di Claude Chevalley della metà degli anni 50 sulle algebre di Lie, per mezzo delle quali il concetto di gruppo di Chevalley fu definito. Chevalley costruì una base di Chevalley (una specie di forma integrale) per tutte le algebre di Lie semplici e complesse (o piuttosto delle loro algebre universali), che può essere usata per definire i corrispondenti gruppi algebrici sugli interi. In particolare, egli poteva prendere gli elementi di tali gruppi in ogni campo finito. Per le algebre di Lie {\displaystyle A_{n}}, {\displaystyle B_{n}}, {\displaystyle C_{n}}, {\displaystyle D_{n}} ciò dava i gruppi classici più noti, ma questa costruzione dava anche i gruppi associati alle algebre eccezionali di Lie {\displaystyle E_{6}}, {\displaystyle E_{7}}, {\displaystyle E_{8}}, {\displaystyle F_{4}} e {\displaystyle G_{2}}. (Alcuni di questi gruppi erano già stati costruiti da Dickson.)

## Gruppi di Steinberg
La costruzione di Chevalley non fornì tutti i gruppi classici conosciuti: non comprendeva i gruppi unitari e i gruppi ortogonali non frazionati. Robert Steinberg trovò una variazione della costruzione di Chevalley che diede questi gruppi e poche nuove famiglie. Questa costruzione generalizza la costruzione usuale del gruppo unitario dal gruppo lineare generale.
Il gruppo unitario si presenta come segue: il gruppo lineare generale sui numeri complessi ha un automorfismo a diagramma, dato invertendo il diagramma di Dynkin {\displaystyle A_{n}}, e un automorfismo di campo ottenuto considerando la coniugazione complessa, che commuta. Il gruppo unitario è il gruppo di punti fissi del prodotto di questi due automorfismi.
Allo stesso modo, molti gruppi di Chevalley hanno automorfismi di diagramma indotti da automorfismi dei loro diagrammi di Dynkin e automorfismi di campo indotti da automorfismi di un campo finito. Analogamente al caso unitario, Steinberg costruì famiglie di gruppi prendendo punti fissi di un prodotto di un diagramma e un automorfismo di campo.
Ciò diede:
- i gruppi unitari 2An da automorfismi di {\displaystyle A_{n}} di ordine 2;
- ulteriori gruppi ortogonali 2Dn, da automorfismi di {\displaystyle D_{n}} di ordine 2;
- e nuove serie 2E6, da automorfismi di {\displaystyle E_{n}} di ordine 2;
- le nuove serie 3D4, da automorfismi di {\displaystyle D_{4}} di ordine 3.

I gruppi di tipo 3D4 non hanno analoghi sui reali, poiché i numeri complessi non hanno automorfismi di ordine 3. Le simmetrie del diagramma {\displaystyle D_{4}} danno anche origine alla trialità.

## Gruppi di Suzuki-Ree
Intorno al 1960, Michio Suzuki provocò scalpore per aver trovato una nuova successione di gruppi che, a prima vista, sembravano non correlati ai gruppi algebrici conosciuti. Ree sapeva che il gruppo algebrico {\displaystyle B_{2}} aveva un  automorfismo "extra" di caratteristica 2, il cui quadrato era l'automorfismo di Frobenius. Aveva inoltre osservato che se un campo finito di caratteristica 2 ha anche un automorfismo il cui quadrato era la mappa di Frobenius, allora un analogo della costruzione di Steinberg dava i gruppi di Suzuki. I campi con tale automorfismo sono quelli di ordine 22n+1 e i gruppi corrispondenti sono i gruppi di Suzuki
2B2(22n+1) = Suz(22n+1).
(A rigor di termini, il gruppo Suz(2) non è considerato come un gruppo di Suzuki poiché non è semplice: è il gruppo di Frobenius di ordine 20). Ree fu capace di trovare 2 nuove famiglie simili
2F4(22n+1)
e
2G2(32n+1)
di gruppi semplici usando il fatto che {\displaystyle F_{4}} e {\displaystyle G_{2}} hanno automorfismi extra di caratteristica 2 e 3. Il più piccolo gruppo 2F4(2) del tipo 2F4 non è semplice, ma possiede un sottogruppo semplice di indice 2, chiamato gruppo di Tits (dal matematico Jacques Tits). Il più piccolo gruppo 2G2(3) di tipo 2G2 non è semplice, ma possiede un sottogruppo semplice normale di indice 3, isomorfico a SL2(8). Nella classificazione dei gruppi semplici finiti, i gruppi di Ree
2G2(32n+1)
sono quelli la cui struttura è più difficile da definire esplicitamente con precisione . Questi gruppi giocarono anche un ruolo nella scoperta del primo gruppo sporadico moderno.Possiedono centralizzatori di involuzione della forma Z/2Z × PSL2(q) per q = 3n e dalla ricerca di gruppi con un centralizzatore di involuzione della forma similare Z/2Z × PSL2(5),
Janko trovò il gruppo sporadico {\displaystyle J_{1}}.

## Relazioni con gruppi finiti semplici
I gruppi finiti di tipo Lie furono tra i primi gruppi a essere considerati in matematica, dopo i gruppi ciclici, simmetrici e alternanti. Il loro studio iniziò con il teorema di Camille Jordan per cui il gruppo lineare speciale proiettivo PSL2(q) è semplice per q≠ 2,3. Questo teorema generalizza i gruppi proiettivi di dimensioni maggiori e dà un'importante famiglia infinita PSLn(q) di gruppi semplici finiti. Altri gruppi classici furono studiati da Leonard Dickson all'inizio del XX secolo. Negli anni 50 Claude Chevalley si rese conto che dopo una riformulazione appropriata, molti teoremi tipo sui gruppi semisemplici di  Lie, ammettono analoghi per gruppi algebrici su un campo arbitrario k, portando a costruzioni di ciò che ora è chiamato gruppo di Chevalley.
Inoltre, come nel caso dei gruppi di Lie semplici e compatti, i gruppi corrispondenti si rivelarono essere quasi semplici come i gruppi astratti (teorema della semplicità di Tits). Nonostante fosse noto sin dal XIX secolo che esistevano altri gruppi semplici finiti(per esempio i gruppi di Mathieu), si arrivò gradualmente alla convinzione che quasi tutti i gruppi finiti semplici potevano essere valutati attraverso appropriate estensioni della costruzione di Chevalley, insieme ai gruppi alternanti e ciclici. Tuttavia le eccezioni, i gruppi sporadici, condividono molte proprietà con i gruppi finiti del tipo di Lie e, in particolare, possono essere costruiti e caratterizzati basandosi sulla loro geometria nel senso di Tits.
La convinzione è ora diventata un teorema. Un'analisi della lista dei gruppi semplici finiti mostra che i gruppi di tipo Lie su un campo finito includono tutti i gruppi finiti semplici diversi dai gruppi ciclici, i gruppi alternanti, i gruppi di Tits e i 26 gruppi sporadici semplici.

## Piccoli gruppi di tipo Lie
Molti dei più piccoli gruppi nelle famiglie sopra citate possiedono proprietà speciali non condivise dalla maggior parte degli altri gruppi della famiglia.
- Qualche volta i gruppi più piccoli sono risolubili piuttosto che semplici; per esempio i gruppi  SL2(2) and SL2(3) sono risolubili.
- Esiste un numero sorprendente di isomorfismi "accidentali" tra vari gruppi piccoli di tipo Lie (e gruppi alternanti). Per esempio, i gruppi SL2(4), PSL2(5) e il gruppo alternante su 5 punti sono tutti isomorfici.
- Alcuni gruppi semplici possiedono un moltiplicatore di Schur che è maggiore di quanto ci si aspettasse. Per esempio, i gruppi An(q) hanno di solito un moltiplicatore di Schur di ordine  (n + 1, q − 1), ma il gruppo A2(4) ha un moltiplicatore di Schur di ordine 48, invece dell'atteso valore 3.

Per una lista completa di queste eccezioni vedi quella lista dei gruppi finiti semplici. Molte di queste proprietà speciali sono correlate a certi gruppi sporadici semplici. L'esistenza di questi “piccoli” fenomeni non è propriamente un argomento “banale”; se ne trovano riscontri altrove, per esempio nella teoria della omotopia.
I gruppi alternanti qualche volta si comportano come se fossero gruppi di tipo Lie sul campo con un elemento. Alcuni dei gruppi alternanti piccoli possiedono proprietà eccezionali. I gruppi alternanti hanno di solito automorfismo esterno di gruppo di ordine 2, ma il gruppo alternante su 6 punti ha un automorfismo esterno di gruppo di ordine 4. I gruppi alternanti di solito hanno un moltiplicatore di Schur di ordine 2, ma quelli su 6 o 7 punti hanno un moltiplicatore di Schur di ordine 6.

## Problemi di notazione
Sfortunatamente non esiste una notazione standard per i gruppi finiti del tipo Lie, e la letteratura contiene dozzine di sistemi incompatibili e confusi di loro denominazioni, qualcuno dei quali potrebbe difficilmente essere peggiore, essendo stati specificatamente designati a confondere i nuovi arrivati.
- I gruppi di tipo An−1 sono qualche volta denotati con PSLn(q) (il gruppo lineare speciale proiettivo) o con  Ln(q).
- I gruppi di tipo {\displaystyle C_{n}} sono qualche volta denotati da Sp2n(q) (il gruppo simplettico) o (confusamente) da Spn(q).
- La denominazione per i gruppi ortogonali è particolarmente confusa. Alcuni simboli usati On(q), O−n(q),PSOn(q), {\displaystyle \Omega _{n}(q)}, ma esistono così tante convenzioni che non è possibile dire esattamente a quale gruppo questi corrispondono. Una trappola particolarmente insidiosa è che alcuni autori usano On(q) per un gruppo che non è il gruppo ortogonale, ma il gruppo semplice corrispondente.
- Per i gruppi di Steinberg, alcuni autori scrivono 2An(q2) (e così via) per il gruppo che altri autori denotano con 2An(q). Il problema è che ci sono due campi coinvolti, uno di ordine q2 e il suo campo fisso di ordine q, e si hanno diverse idee su quale dovrebbe essere usato nella notazione. La convenzione "2An(q2)" è più logica e consistente, ma la convenzione "2An(q)"  è molto più comune e più vicina alla convenzione usata per i gruppi algebrici.
- Gli autori differiscono sulla questione se i gruppi come An(q) sono gruppi di elementi con valori nel gruppo algebrico semplice o semplicemente connesso. Per esempio, An(q) potrebbe indicare sia il gruppo lineare speciale SLn+1(q) sia il gruppo lineare speciale proiettivo PSLn+1(q). In tal modo 2A2(22) potrebbe essere uno qualsiasi dei 4 gruppi diversi, a seconda all'autore.